# Гигиена

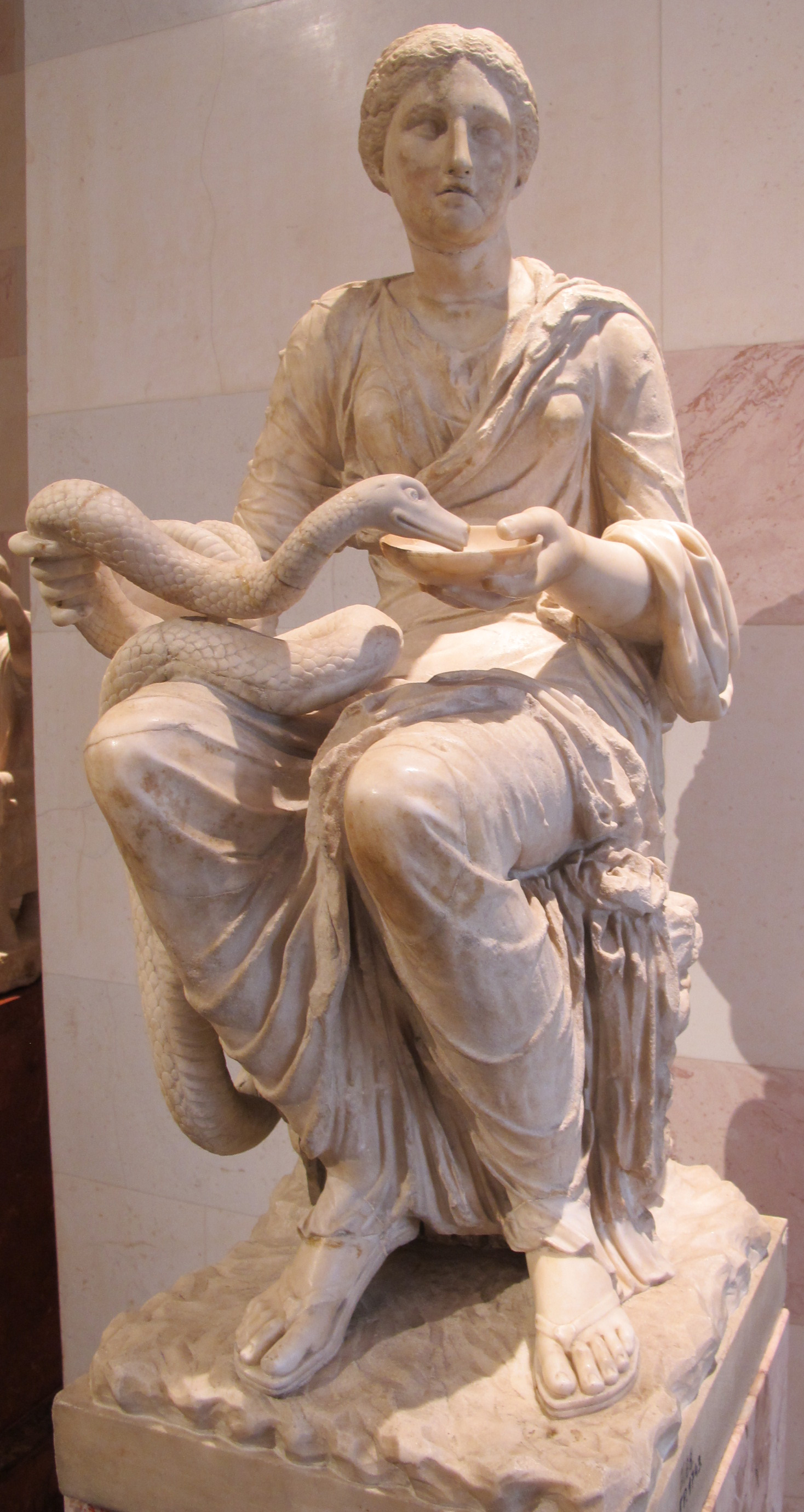
Древнеримская статуя. Богиня здоровья Гигиея, дочь бога врачевания Асклепия

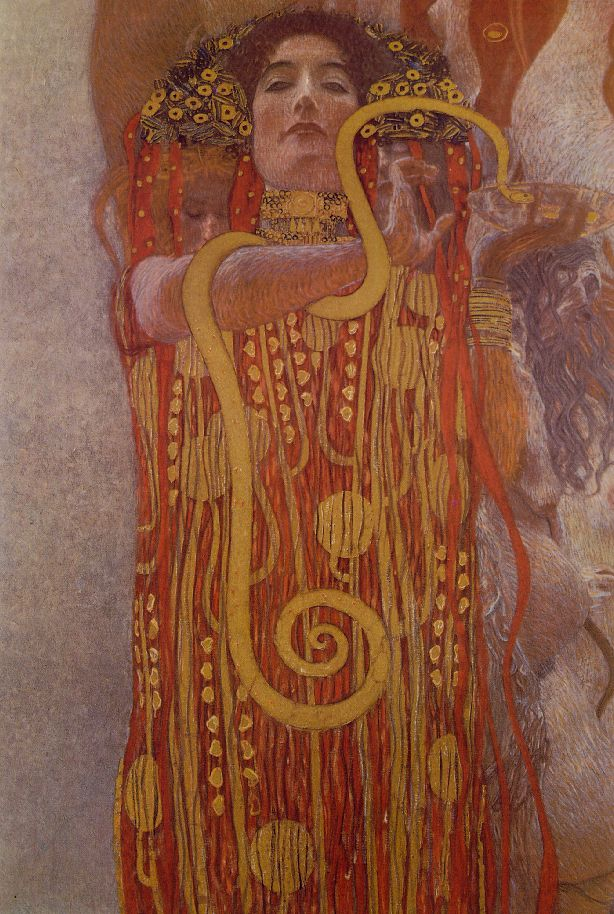
Гигиея в представлении художника Густава Климта

Гигие́на (от греч. ὑγίεια — «здоровье», ὑγιεινός — «здоровый»; лат. sanitas) — раздел медицины, изучающий влияние жизни и труда на здоровье человека и разрабатывающий меры (санитарные нормы и правила), направленные на предупреждение заболеваний, обеспечение оптимальных условий существования, укрепление здоровья и продление жизни, изучающая влияние факторов окружающей среды на здоровье человека, его работоспособность и продолжительность жизни, разрабатывающий нормативы, требования и санитарные мероприятия, направленные на оздоровление населённых мест, условий жизни и деятельности людей.
Как следствие, гигиена имеет два объекта изучения — факторы окружающей среды и реакцию организма, и пользуется знаниями и методами физики, химии, биологии, географии, изучающих окружающую среду, и медицинских дисциплин, как физиологии, анатомии и патофизиологии, эпидемиологии, клинической медицины, а также использует статистические и аналитические приёмы математики, экономики, социологии.
Факторы среды разнообразны и подразделяются на:
- Биологические — микроорганизмы, паразиты, насекомые, антибиотики и другие биосубстраты.
- Физические — шум, вибрация, электромагнитное (СВЧ), ультрафиолетовое, нейтронное и ионизирующее излучения[6].
- Химические — химические элементы и их соединения.
- Факторы деятельности человека — режим дня, тяжесть и напряжённость труда.
- Социальные.

Прикладной раздел гигиены, направленный на разработку мероприятий по профилактике заболеваний, исторически называется «санитария» (sanitas — «здоровье»), постепенно заменяемая термином «гигиена», но остающаяся в названиях некоторых мероприятий и терминов (в частности, таких как: санитарное законодательство, санитарное просвещение, санитарно-эпидемиологическая служба/станция/надзор, санитарная охрана территории/водоёмов/почвы/атмосферного воздуха, санитарно-защитная зона, сантехника/-приборы, санитарный врач и т. д.). Эти мероприятия реализуются в комплексе: архитектурно-планировочное, санитарно-техническое, медико-профилактическое, организационно-планировочное, санитарно-законодательное и др. направления.
Также различается зоогигиена, рассматривающая вопросы гигиены в рамках ветеринарии и санитария ветеринарная, отрасль ветеринарии, занимающаяся предупреждением заболеваний животных, зооантропонозов среди людей, безопасностью кормов для животных и животноводческих продуктов для людей.
Результатом санитарно-законодательного направления являются существующие гигиенические нормативы — предельно допустимая концентрация (ПДК), предельно допустимый уровень (ПДУ) и другие. По сути, именно гигиена обеспечивает безопасность существования индивидуума, предотвращая воздействие вредных факторов.

## Этимология
Название «гигиена» (ὑγίεια — «здоровье», ὑγιεινή — «здоровая») произошло от имени древнегреческой богини здоровья Гигиеи (Ὑγιεία, Ὑγεία), дочери древнегреческого бога врачевания — Асклепия.

## История возникновения и развития гигиены
Высказывание Цицерона «Salus populi suprema lex esto» («Да будет благо народа высшим законом»)

отображено на оборотной стороне памятной медали Роспотребнадзора «90 лет Госсанэпидслужбе России»

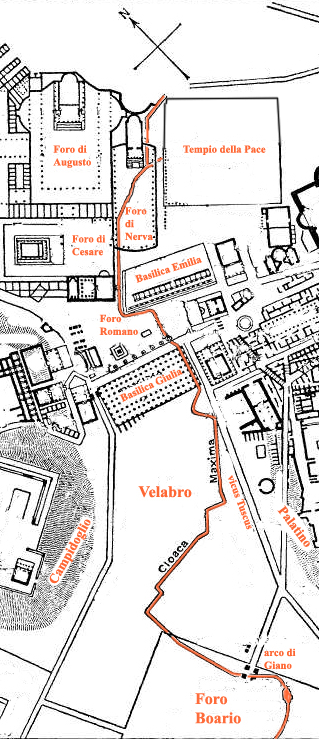
Большая Клоака — схема части античной канализации на карте Древнего Рима

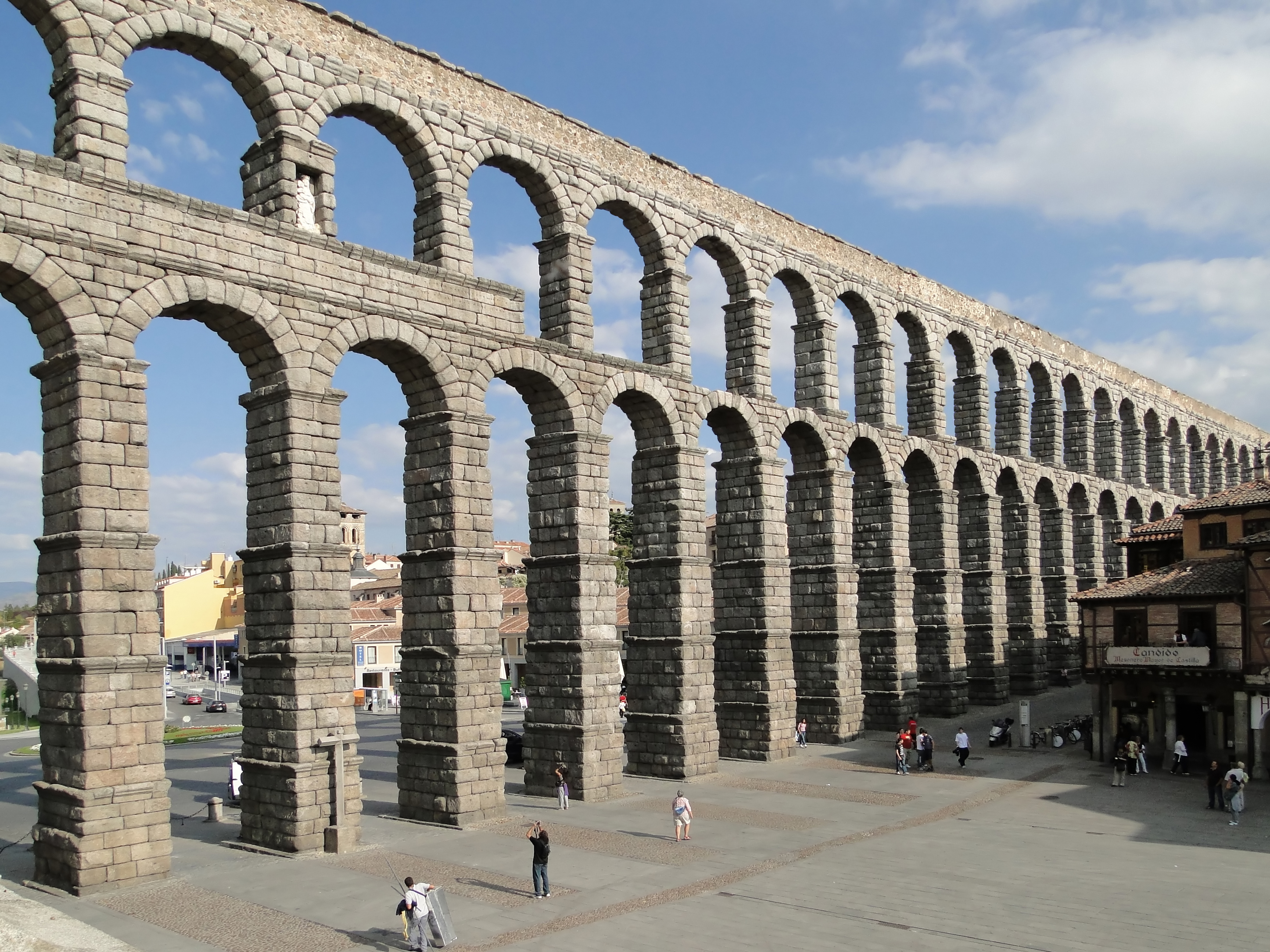
Акведук в Сеговии — наземный отрезок многокилометрового водопровода Древнего Рима, I век до н. э. (длина—728 м, высота—28 м)

Попытки создания правил здоровой жизни встречаются в законодательстве, религиозных предписаниях и в бытовых привычках большинства народностей ещё с незапамятных времён. Но, при этом, гигиена как наука сформировалась недавно. В развитии гигиены как науки и прикладной медицинской дисциплины можно выделить несколько периодов, на который влияли социальные и экономические условия каждого периода.
Первый период (древний) — в древнее время (Египет, Иудея, Греция и Рим). Интересен лишь разрозненными историческими фактами. Этот период характеризуется практической направленностью гигиены. В Моисеевом законодательстве уже имеются правила индивидуальной профилактики (режим питания, половая гигиена, изоляция заразных больных и пр.), контроль за выполнением таких правил соответственно возлагался на священников. В Греции упор делали в основном в области физической культуры, укрепления физических сил и красоты, и правил диететики. Это направление развития гигиены можно отследить в сочинениях Гиппократа (456—356 года до нашей эры). Так в трактате «О воздухе, воде и почве», дается оценка влияния этих факторов на здоровье. В это же время в Греции возникают предпосылки к возникновению санитарных мероприятий, которые уже не являются личной гигиеной и преследуют цель оздоровления уже целых групп населения. К примеру, в городах строили санитарно-технические сооружения для водоснабжения, удаления нечистот. В Риме продвинулись ещё дальше, их акведуки для водоснабжения, сточные канавы для удаления отбросов можно по праву считать инженерным чудом в то время. Предпринимались попытки проводить санитарный надзор за строительством, пищевыми продуктами, даже пытались ввести должности санитарных чиновников. У славянских племен тоже наблюдались элементы профилактики, так проводили окуривание травами, сжигали одежду и постройки после смерти больных, создавали заставы во время эпидемий, рекомендовалось строить населённые пункты на возвышенных местах, сухих, защищённых от ветра, с достаточным количеством воды.
После этого периода, в период средневековья, гигиена приостановила своё развитие. Эпидемии и пандемии чумы, натуральной оспы, сыпного тифа, гриппа, сифилиса, опустошавшие страны, сводили на нет тогдашние слабо развитые гигиенические достижения. Низкий уровень жизни и быта, социальное неравенство и бесконечные войны способствовали развитию эпидемий и пандемий. Этому способствовал и крайне низкий уровень санитарной культуры и просвещения. Крайне низкий уровень быта приводил к массовому развитию кожных, венерических и глазных болезней. Общественная санитария и санитарно-технические сооружения в этот период в городах практический отсутствовали. К примеру, в XVIII веке в центре Берлина были выгоны для скота; в Париже нечистоты выливали на улицу, а когда во второй половине XVII века начали с этим бороться, то это стало в диковинку, что запечатлели в поэмах и медалях, во дворцах и в общественных местах отсутствовали клозеты, умывания и полотенца начали входить в обиход только с XVIII века, большой редкостью было постельное и нательное бельё. Индивидуальная посуда появилась в XVI веке, вилки — только в XVII веке.
Но, в этот период общего упадка в Европе, в Азии (Хорезм, Бухара, Самарканд) науки, в том числе и медицина развивались. Так в руинах городов обнаружены элементы благоустройства, водоснабжения и канализации. В трудах Абу Али Ибн Сины «Канон врачебной науки» есть указания по гигиене жилища, одежды, питания детей и стариков, правилам охраны здоровья и другие гигиенические рекомендации. В России в X—XI веках обращали внимание на благоустройство городов (водопровод и система канализации были в Новгороде в XI веке, в Москве с XVII века), пищевую санитарию и санитарию в войсках. В XVI веке при Иване Грозном издается «Домострой» в котором есть также указания к соблюдению чистоты жилищ, мытью посуды, о правилах питания. Издаются Азбуковники, «Изборник Святослава» с советами по личной гигиене и предупреждению болезней. В 1581 году создается Аптекарская палата на основе которой в дальнейшем создаётся Аптекарский приказ. С 1654 года, после эпидемии чумы начинают официально учитывать умерших.
Второй период (современный) развития гигиены начинается с начала XVIII века, с развитием промышленности и капитализма, ростом городов в Европе. В это время происходит становление гигиены как науки, также внедряются санитарные мероприятия. Этот период можно разделить на три отдельных этапа:
- Первый этап (эмпирический) характеризует гигиену, как науку изучающую и применяющую вмешательства государственного и административного характера касающихся здоровья отдельного человека. Связано неразрывно с эпохой «просвещенного абсолютизма». При этом основной упор делался на личную гигиену. Появились исследования в области диетики. Так в трудах Ch. Hufeland — «Makrobiotik oder die Kunst das menschliche Leben zu verlangern» уже ставятся отличные от лечебной медицины цели: «дать человеку долголетнюю жизнь», а не только «восстановить здоровье в случае его нарушения». J. Frank в своём «System einer vollstandigen medizinischen Polizei» способствовал развитию государственного надзора, так называемой «медицинской полиции». Уровень развития естественных наук на этом этапе позволял делать только эмпирические наблюдения и выводы. Основными методами практического применения гигиены на этом этапе были личные воздействия и убеждения.[32][33] В России Пётр I прививает санитарную культуру. Вместо Аптекарского приказа создаёт Медицинскую канцелярию, издаёт указы по охране здоровья населения и войск, был организован надзор за санитарным режимом в казармах, за питанием и водоснабжением войск.[35]

- Второй этап (экспериментальный) характеризуется становлением и развитием общественной гигиены.

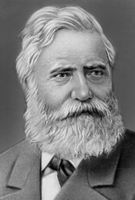
Макс фон Петтенкофер (1818—1901)

Середина XIX века характеризуется промышленным ростом, либерализмом и демократией. Начинаются бурно развиваться биологические, физико-химические науки, что даёт возможность применения экспериментальных методов и изучения окружающей среды. На этом этапе гигиена, уже как научная дисциплина, изучает факторы внешней среды (климата, воды, почвы, воздуха, пищи и питания, одежды и т. д.), их влияние на здоровье больших групп населения, пропагандирует санитарно-технические оздоровительные мероприятия. Значительный вклад в развитие всех направлении гигиены внесли лабораторные исследования Макса Петтенкофера и его учеников. Ими был выработан целый ряд норм гигиенической оценки факторов окружающей среды, которыми пользуются и по сей день. Открытие микроорганизмов, их исследование Пастером, Листером, Кохом, Мечниковым дало мощнейший толчок и в развитии гигиены.

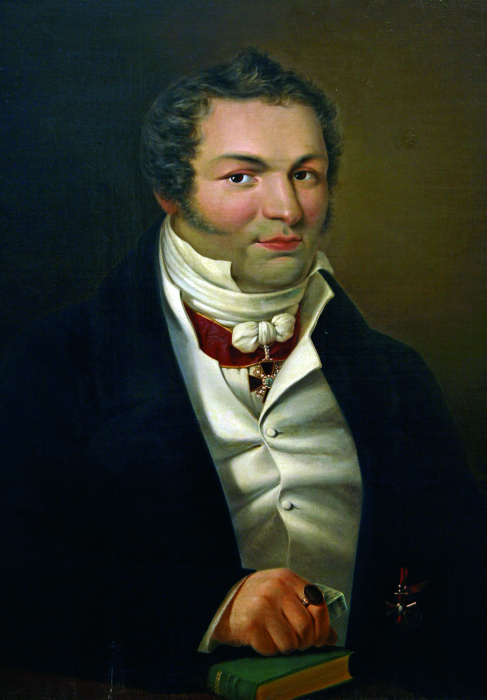
Матвей Яковлевич Мудров (1776—1831)

 Открытие инфекционных болезней, способствовало укреплению и продвижению гигиенических и санитарных мероприятий при борьбе с ними, следствием чего возникла новая отрасль гигиены — эпидемиология (тогда относилась к гигиене ещё). Внедрилось в практику медико-топографическое обследование местности. Начал применяться статистический анализ и разрабатываться статистические методики для связи заболеваемости, смертности с теми или иными факторами внешней среды. Так, работы Кетле привели к возникновению ещё одной отрасли гигиены — санитарной (медицинской) статистики. Укреплению и становлению практической гигиены в этот период способствовали новые эпидемии, принёсшие серьёзные экономические ущербы.

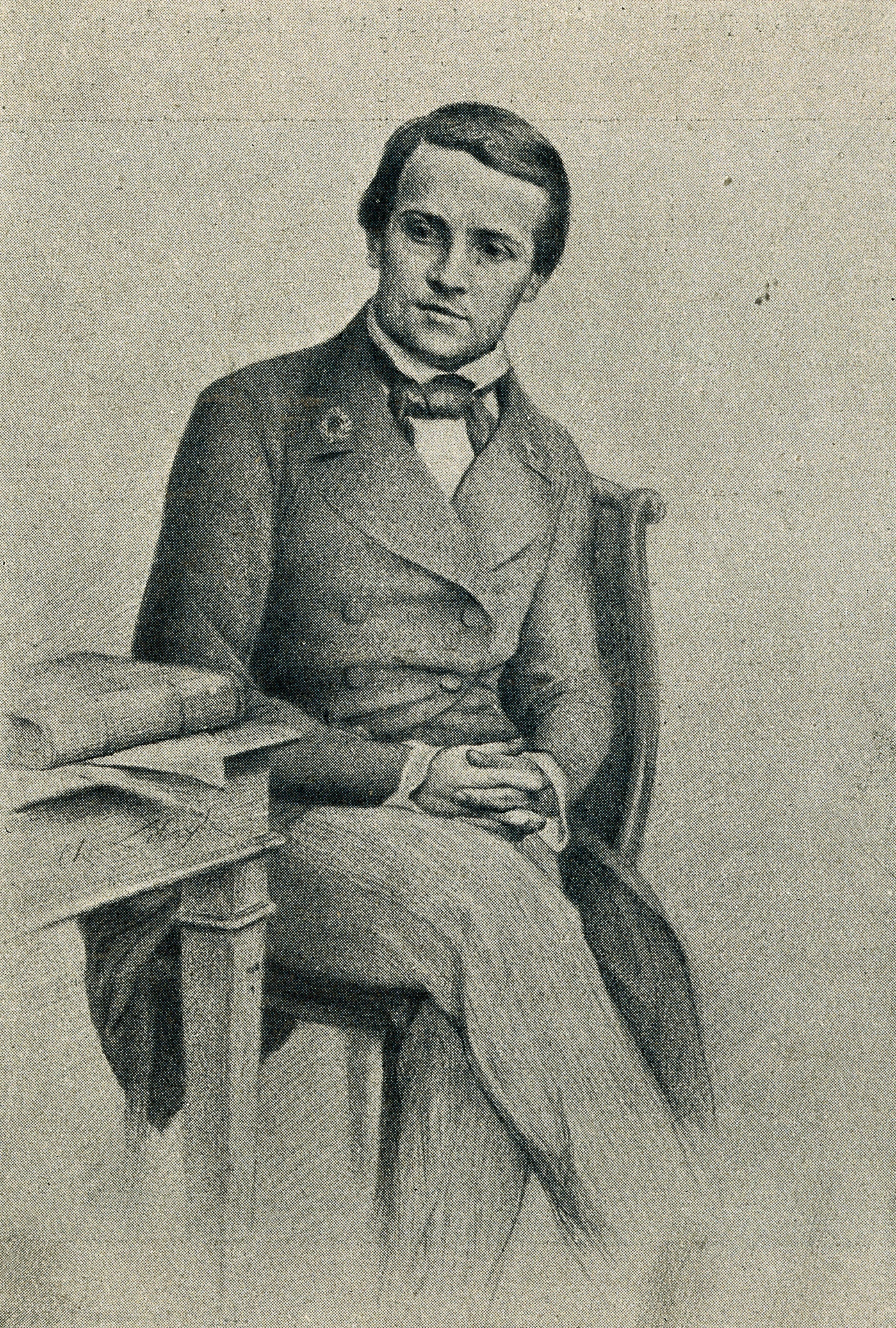
Луи Пастер (1822—1895)

При вспышке холеры, случившейся в 1854 году в окрестностях улицы Брод-Стрит (ныне Бродвик-Стрит) лондонского района Сохо, благодаря методичным действиям доктора Джона Сноу был выявлен источник эпидемии — загрязнённая вода из водозаборной колонки. Исследование Сноу послужило толчком к развитию эпидемиологии и совершенствованию систем водоснабжения и канализации.
Так в Англии впервые широко начали применяться накопленные научные достижения гигиены. Установление причин эпидемии и связь их с теми или иными факторами привели к законодательному закреплению санитарных мероприятий. В этот период были внедрены водопроводы, очистка воды, сплавная канализация, очистка и дезинфекция стоков. Это привело к быстрому оздоровлению населения, снижению смертности от кишечных инфекции в рамках целых регионов и стран. Возникли новые направления гигиены — гигиена жилища, питания, труда. Таким образом, этому этапу развития гигиены характерна направленность на оздоровление масс населения.

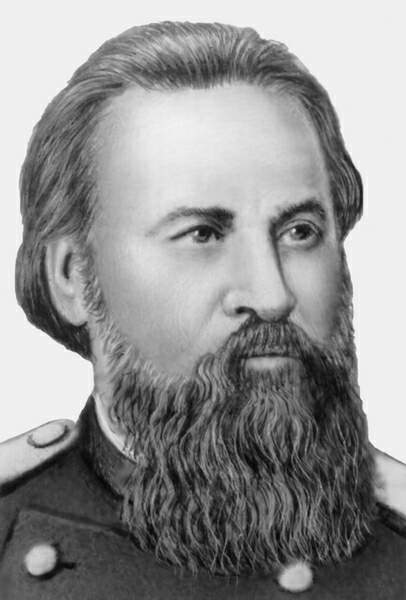
Алексей Петрович Доброславин (1842—1889) — первый профессор гигиены в России

В этот период, немалый вклад в развитие наук, в том числе медицины и гигиенических знаний привносит М. В. Ломоносов, создав университет и издав свой труд «Рассуждения о размножении и сохранении российского народа». Оказал значительное влияние и М. Я. Мудров, внёсший большой вклад в медицинское и санитарное обеспечение войск. Примеры его лекции: «О гигиене и болезнях, обыкновенных в действующих войсках, а также терапия болезней в лагерях и госпиталях, наиболее бывающих», «О пользе и предметах военной гигиены или науки сохранять здоровье военнослужащих», «Наставление простому народу, как уберечь себя от холеры». Гигиеническим аспектам медицины уделял внимание и Н. И. Пирогов.
«Я верю в гигиену. Вот где заключается истинный прогресс нашей науки. Будущее принадлежит медицине предупредительной. Эта наука принесет несомненную пользу человечеству»

Н. И. Пирогов

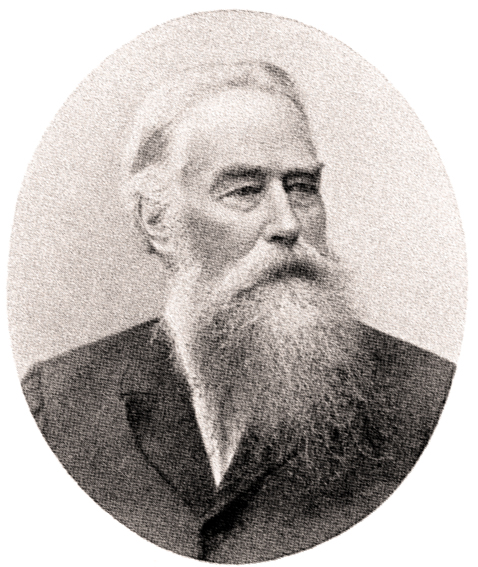
Фёдор Фёдорович Эрисман (1842—1915)

Основателями научной гигиены в России стали А. П. Доброславин и Ф. Ф. Эрисман. Оба были учениками Петтенкофера. Доброславин, будучи преподавателем Императорской Военно-медицинской академии, также способствовал развитию военной гигиены. В 1883 году была открыта гигиеническая лаборатория при академии. Благодаря Эрисману была организована, вначале лаборатория, а в дальнейшем, в 1890 году открыт Гигиенический институт Императорского Московского университета. В 1891 году открывается первая городская санитарная станция в Москве. В эти годы, благодаря последователям и ученикам Доброславина и Эрисмана, вводится обучение гигиене во все университеты России и разворачиваются гигиенические лаборатории при них. До этого области знаний относящиеся к гигиене присоединялись к другим дисциплинам: фармакологии, акушерству, терапии. А совместно с судебной медициной преподавалось до 1917 года в виде дисциплины «Гигиена и медицинская полиция» и курса «Суд благочиния». 15 сентября 1922 года СНК РСФСР принял Декрет «О санитарных органах Республики», которым была создана санитарно-эпидемиологическая служба, установлены её структура, основные задачи. Этот день считается днём становления службы в России. Этим Декретом были введены должности санитарных врачей «по общей санитарии», «эпидемического дела» и «санитарной статистики», а также должность «санитарного помощника». Образуются «санитарно-эпидемические подотделы» и «санитарные советы» в губернских и уездных городах. Основными задачами являются: «санитарная охрана воды, воздуха и почвы», «санитарная охрана жилищ», «санитарная охрана пищевых продуктов», «организация противоэпидемических мероприятий», «организация борьбы с социальными болезнями», «охрана здоровья детей», «санитарная статистика», «санитарное просвещение», «участие в вопросах санитарной охраны труда и общей организации лечебно-санитарного дела», предписывается о необходимости профилактического направления работы и врачам лечебного профиля (уездным, земским, военврачам). В 1925 году при Военно-медицинской академии создают Институт профилактических знаний в составе кафедр общей, социальной и военной гигиены, бактериологии.
«…чрезвычайно важно развитие санитарного направления в медицине…»
«…врач должен не только лечить больных, но и предупреждать заболевания, и что, собственно, в этом и заключается идеальная сторона его призвания, самая лучшая и самая полезная сторона его практической деятельности…»

(«Общедоступное руководство к предупреждению болезней и сохранению здоровья» — Ф. Ф. Эрисман)
23 декабря 1933 года выходит Постановление ЦИК СССР № 85 / СНК СССР № 2740 «Об организации Государственной санитарной инспекции», в котором кроме организационных моментов, указывается об обязательности исполнения организациями, учреждениями и гражданами на территории СССР установленных санитарно-гигиенических правил и норм, за их нарушение главным санитарным инспекторам союзных республик предоставляется право возбуждать уголовные преследования, налагать штрафы и принимать меры административного воздействия, привлекать к судебной ответственности нарушителей.

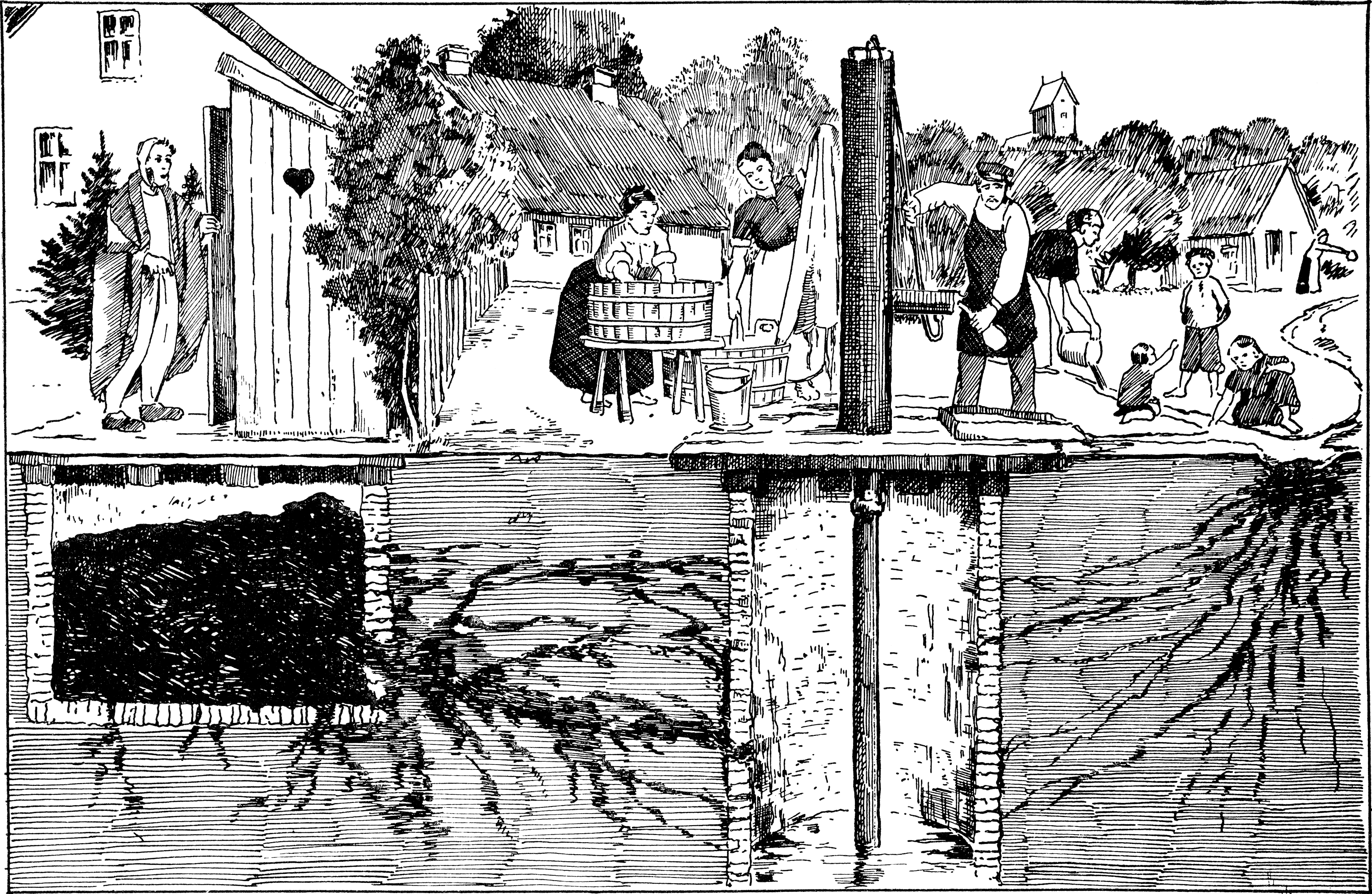
Рисунок 1939 года, изображающий пути попадания бактерий, вызывающих брюшной тиф, в колодец

- Третий этап (социальный) характеризуется возникновением социальной гигиены[40][41][42].

## Отрасли и разделы гигиены
Гигиена включает следующие основные самостоятельные отрасли и разделы[*]:
- Общая гигиена (гигиена окружающей среды) — раздел гигиены, в котором изучаются общие вопросы влияния факторов окружающей среды на здоровье человека, разрабатываются методы их исследования, профилактические мероприятия против их негативных воздействий на организм человека, принимаются гигиенические нормативы и требования, проводятся профилактические и противоэпидемические мероприятия.
- Коммунальная гигиена — отрасль гигиены, в которой изучаются вопросы влияния на человека окружающей среды населённых пунктов, разрабатываются и проводятся профилактические и противоэпидемические мероприятия, принимаются гигиенические нормативы и требования для обеспечения сохранения здоровья и благоприятных условий жизнедеятельности населения[43][44][45].
  - гигиена воздуха населённых мест — раздел коммунальной гигиены;
  - гигиена воды и водоснабжения — раздел коммунальной гигиены;Проведение лабораторных исследований проб воды

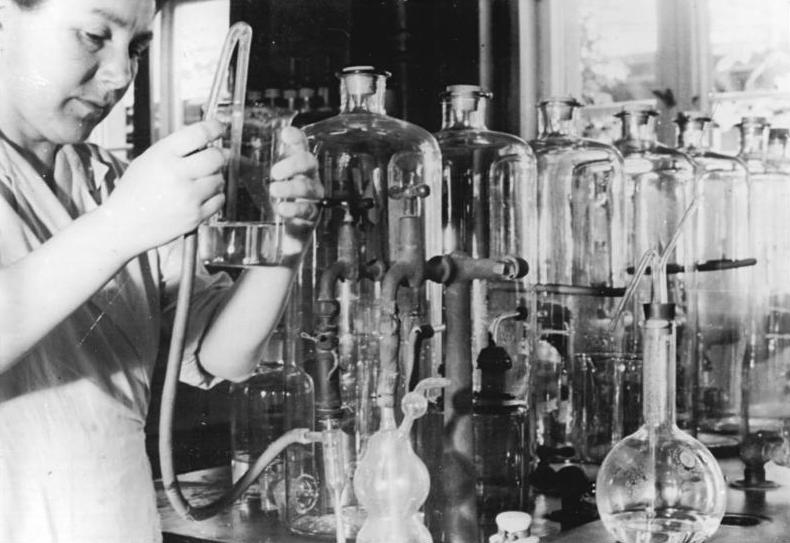
Проведение лабораторных исследований проб воды

  - гигиена почвы — раздел коммунальной гигиены;
  - гигиена жилищ и общественных зданий — раздел коммунальной гигиены.
- Гигиена питания (устар. пищевая) — отрасль гигиены, в которой изучаются вопросы качества и безопасности продуктов питания и готовой пищи, их значения и влияния на организм человека, разрабатываются и проводятся профилактические и противоэпидемические мероприятия и принимаются гигиенические нормативы и требования, рекомендации по изготовлению, хранению и применению пищевых продуктов[46][47][48].
  - Нутрициология — раздел гигиены питания, который занимается изучением пищи, питания, продуктов питания, пищевых веществ и других компонентов в составе продуктов, их действие и взаимодействие, их потребление, усвоение, расходование и выведение из организма, их роль в поддержании здоровья или в развитии болезней.
  - Диетология (как смежная дисциплина) — медицинская наука, состоящая на стыке гигиены питания, нутрициологии и гастроэнтерологии. Область знания, изучающая вопросы питания, в том числе больного человека. Диетология направлена на рационализацию и индивидуализацию питания, но в первую очередь — на обеспечение безопасности питания. В связи с тем, что индивидуализация питания осуществляется с помощью строго организованных систем питания — «диет», диетология получила своё название.
- Радиационная гигиена — отрасль гигиены, в которой изучаются вопросы значения и влияния ионизирующего излучения на организм персонала работающего с источниками ионизирующих излучений и населения, разрабатываются и проводятся профилактические мероприятия и принимаются гигиенические нормативы и требования радиационной безопасности[49][50].
- Гигиена труда (устар. профессиональная) — отрасль гигиены, в которой изучаются вопросы воздействия трудовых процессов и факторов производственной среды на человека, разрабатываются и проводятся профилактические и противоэпидемические мероприятия, принимаются гигиенические нормативы и требования для обеспечения благоприятных условий труда[51][52][53].
  - профессиональные патологии (профессиональные болезни) — дисциплина, стоящая на стыке гигиены труда, внутренних болезней и коммунальной гигиены. При гигиенической оценке условий труда операторов ЭВМ обращают внимание на эргономику рабочего места, ЭМ-поля, местную и общую освещенность, микроклимат, режим рабочего дня, содержание вредных примесей в воздухе и т. д.

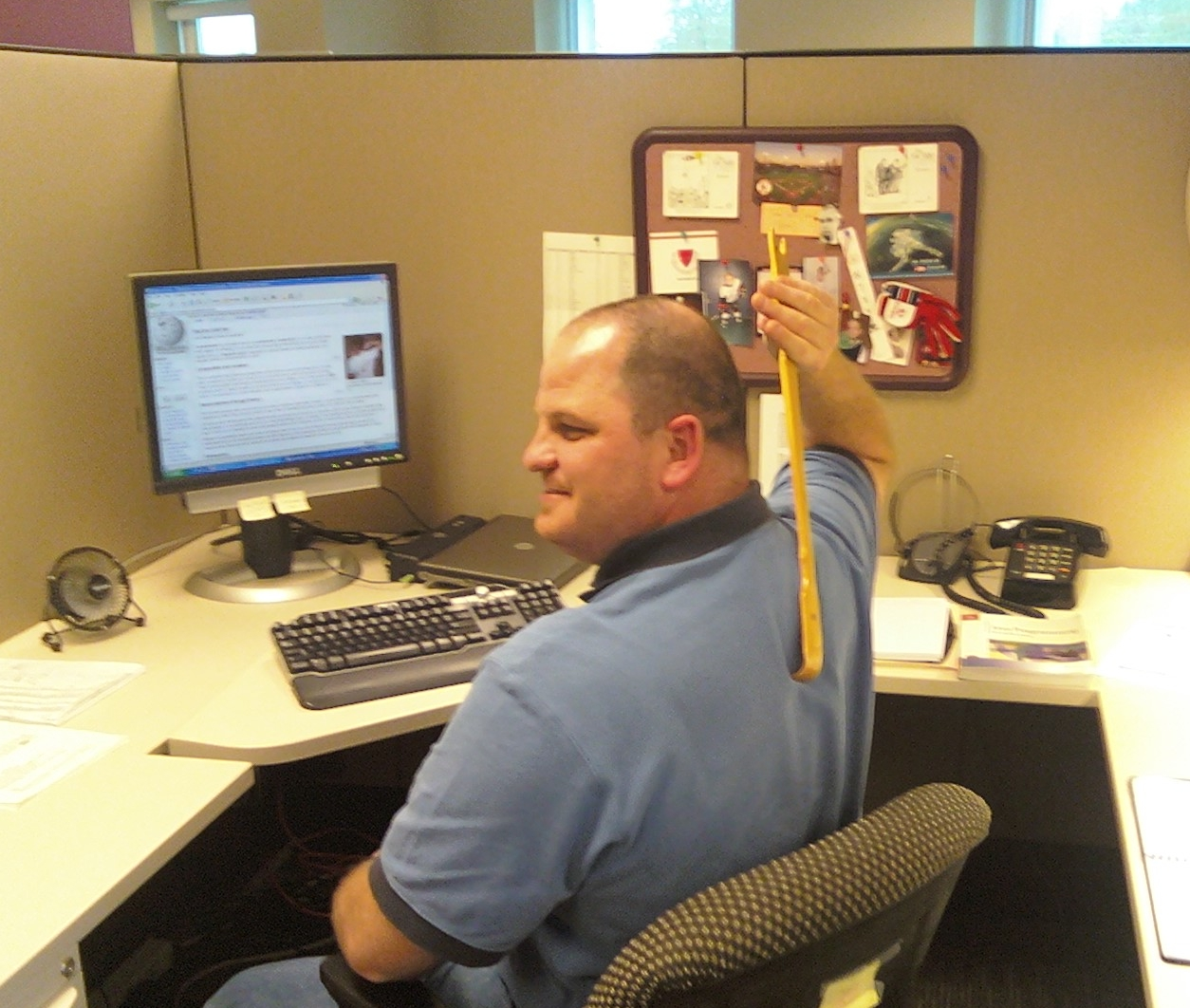
При гигиенической оценке условий труда операторов ЭВМ обращают внимание на эргономику рабочего места, ЭМ-поля, местную и общую освещенность, микроклимат, режим рабочего дня, содержание вредных примесей в воздухе и т. д.

- Гигиена детей и подростков — отрасль гигиены, в которой изучаются вопросы влияния условий окружающей среды, с учётом возрастных особенностей детского и подросткового организма, процессов обучения и воспитания, разрабатываются профилактические мероприятия и принимаются гигиенические нормативы и требования с целью укрепления их здоровья и нормального развития[54][55].
- Военная гигиена — отрасль гигиены и военной медицины, в которой изучаются вопросы сохранения, повышения здоровья и работо-, боеспособности личного состава, в быту, при повседневной жизнедеятельности и в военное время, разрабатываются и проводятся профилактические и противоэпидемические мероприятия и принимаются гигиенические нормативы и требования с учётом особенности жизни и быта в Вооружённых Силах. Включает в себя практический все отрасли и разделы гигиены, но касательно военнослужащих и лиц гражданского персонала[56][57].Профилактические мероприятия в отношении военнослужащих, дежурящих в ШПУ, затрагивают такие аспекты их службы, как условия обитания в замкнутых изолированных подземных сооружениях (труда, отдыха, питания, питья, ионизирующего излучения, паров компонентов ракетных топлив в воздухе, антропогенных загрязнений и др.), а также условия быта вне службы, для их полноценного отдыха между дежурствами

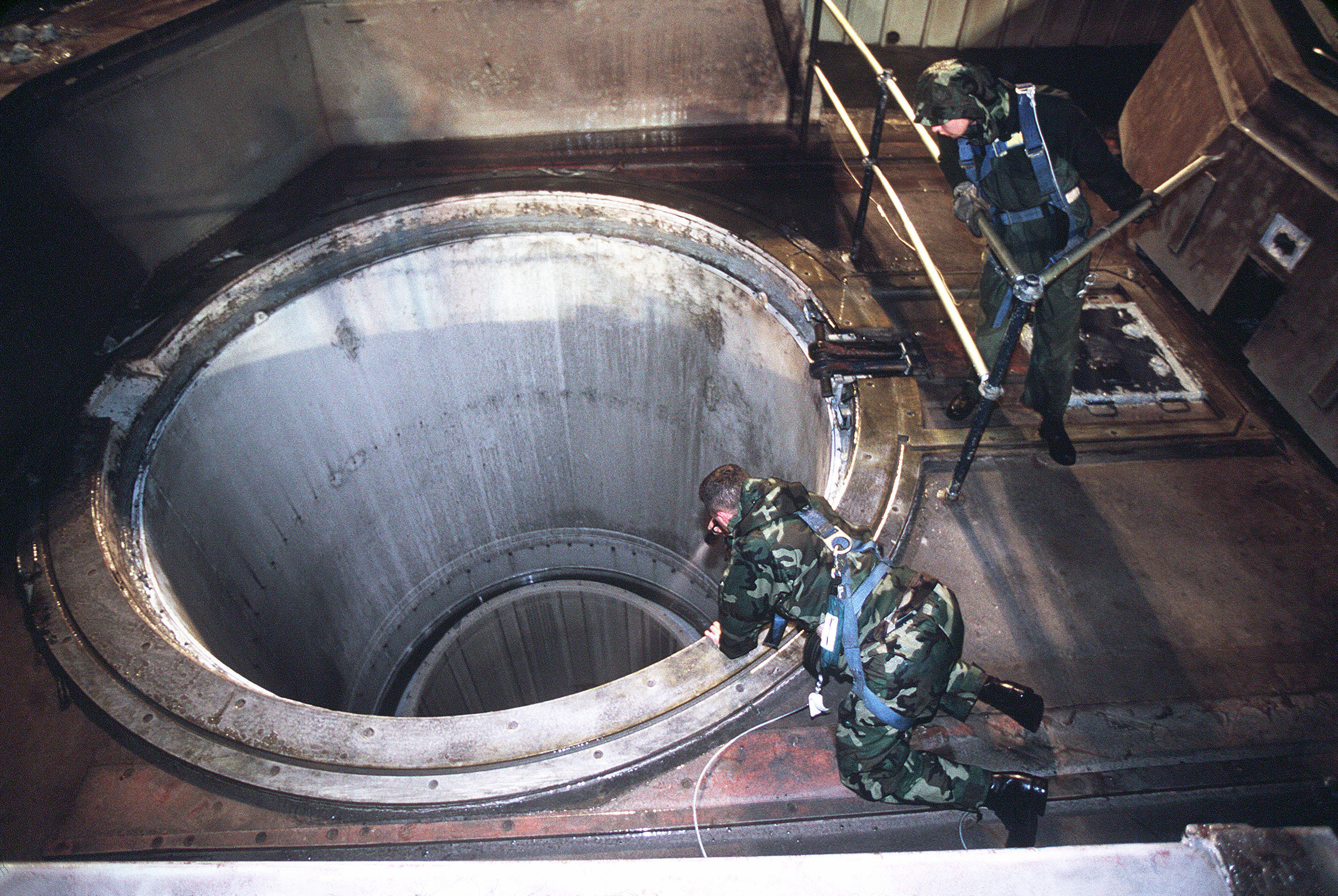
Профилактические мероприятия в отношении военнослужащих, дежурящих в ШПУ, затрагивают такие аспекты их службы, как условия обитания в замкнутых изолированных подземных сооружениях (труда, отдыха, питания, питья, ионизирующего излучения, паров компонентов ракетных топлив в воздухе, антропогенных загрязнений и др.), а также условия быта вне службы, для их полноценного отдыха между дежурствами

  - военно-морская гигиена — раздел военной гигиены, в которой изучаются вопросы, с учётом особенностей условий деятельности и быта на кораблях и военно-морских базах Военно-Морского Флота.
- Спортивная гигиена (гигиена физических упражнений и спорта) — отрасль гигиены, в которой изучаются вопросы влияния условий окружающей среды на оздоровительный и спортивный эффект физических упражнений, разрабатываются рекомендации по улучшению физического воспитания населения, проведения тренировок и режима жизни спортсменов, разрабатываются профилактические мероприятия и принимаются гигиенические нормативы и требования к размещению, сооружению и содержанию мест занятий физической культурой и спортом.
- Гигиена транспортная — отрасль гигиены, в которой изучаются вопросы влияния условий труда работников и условия проезда пассажиров авиационного, автомобильного, водного, железнодорожного транспорта, разрабатываются и проводятся профилактические и противоэпидемические мероприятия, принимаются гигиенические нормативы и требования к транспортным средствам и сооружениям, направленные на обеспечение оптимальных условий деятельности, сохранение здоровья и работоспособности работников, создание гигиенических условии и комфорта для пассажиров.
  - авиационная и космическая гигиена — раздел транспортной гигиены, авиационной и космической медицины, в которой рассматриваются вопросы влияния условий полёта на организм летного состава и пассажиров авиационного транспорта, условий подготовки, полётов, обитания в невесомости и замкнутом пространстве космонавтов, и меры профилактики вредных воздействий[58][59];
  - гигиена железнодорожная — раздел транспортной гигиены, в которой рассматриваются вопросы влияния условий труда и быта работников железнодорожного транспорта и метрополитена, а также условия проезда пассажиров, и меры профилактики вредных воздействий[60];
  - гигиена судовая — раздел транспортной гигиены, в которой рассматриваются вопросы влияния условий труда и быта экипажей морских и речных судов, условий пребывания на них пассажиров и меры профилактики вредных воздействий[61].
- Гигиена села (устар. сельская) — отрасль гигиены, в которой изучаются вопросы влияния условий сельскохозяйственного труда и быта в сельских населённых пунктах, разрабатываются и проводятся профилактические и противоэпидемические мероприятия, принимаются гигиенические нормативы и требования к сельскохозяйственному производству, благоустройству и санитарному состоянию сельских населённых мест.
- Гигиена больничная — отрасль гигиены, в которой изучаются вопросы обеспечения оптимальных условий для пациентов в лечебно-профилактических учреждениях и благоприятных условий труда медицинского персонала, разрабатываются и проводятся профилактические и противоэпидемические мероприятия, принимаются гигиенические нормативы и требования.
- Курортная гигиена — отрасль гигиены, в которой изучаются вопросы обеспечения благоприятных условий окружающей среды курортов и рекреационных зон, разрабатываются и проводятся профилактические и противоэпидемические мероприятия, принимаются гигиенические нормативы и требования с целью охраны природных лечебных факторов.
- Санитарная токсикология.
- Санитарная микробиология — раздел гигиены и микробиологии, в которой изучается санитарно-микробиологическое состояние объектов окружающей среды, пищевых продуктов и напитков, и разрабатывается санитарно-микробиологические нормативы и методы индикации патогенных микроорганизмов в различных объектах и продуктах[62][63].
- Психогигиена — раздел гигиены, изучающий психическое благополучие человека[64][65].

Также, подразделяется по мероприятиям:

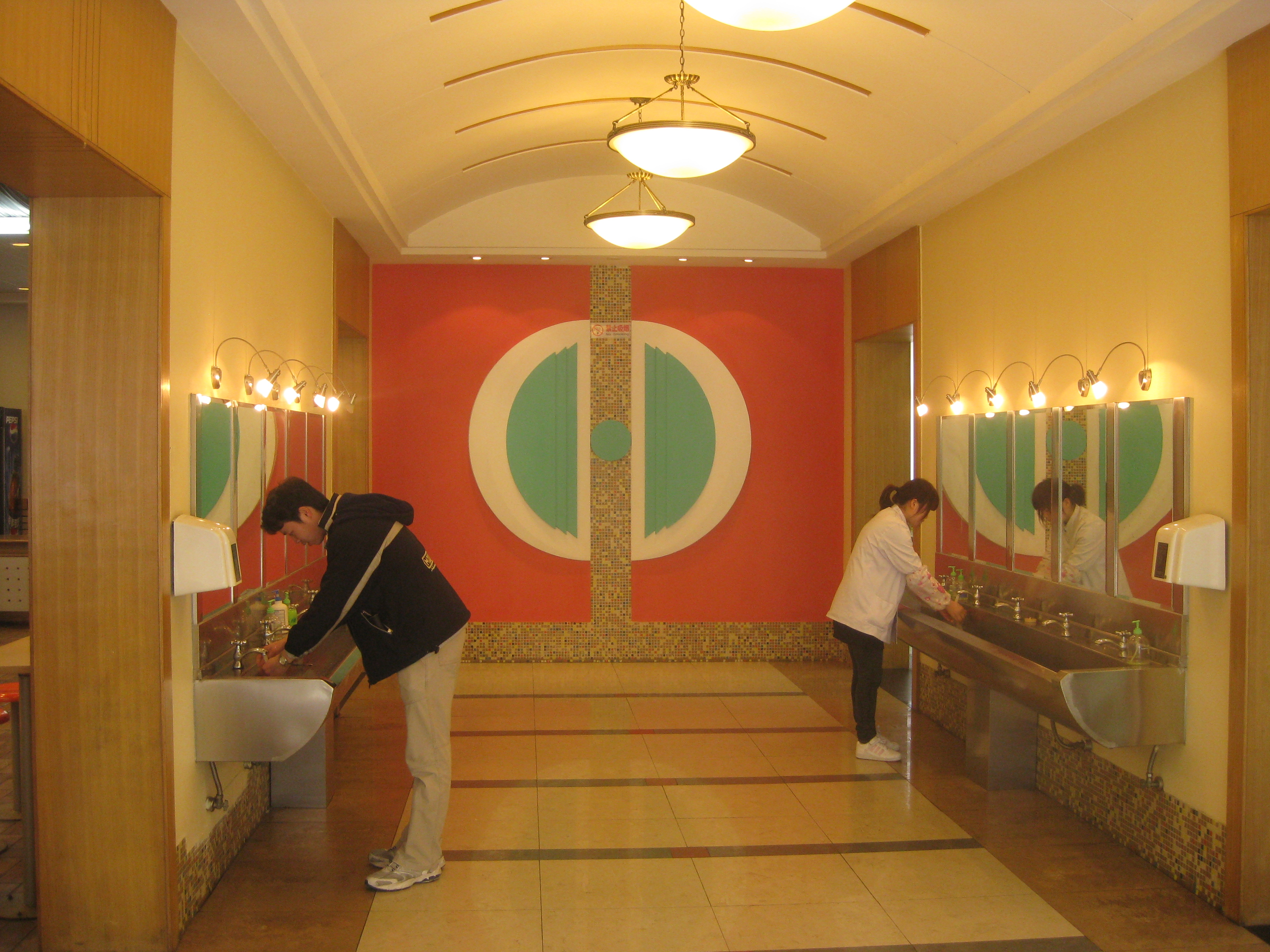
Станция личной гигиены в кафетерии, Шанхай, Китай

- Личная гигиена (индивидуальная) — раздел гигиены, в котором изучаются вопросы сохранения и укрепления здоровья человека, соблюдения гигиенических правил и мероприятий в его личной жизни и деятельности, разрабатываются и проводятся мероприятия гигиенического воспитания, пропаганда гигиенических знаний и здорового образа жизни с целью повышения гигиенической культуры населения. В неё входят вопросы гигиенического содержания тела (кожи, волос, ногтей, зубов), обуви и одежды, жилища, правил рационального питания, закаливания организма и физической культуры. При этом некоторыми вопросами личной гигиены, так же, занимается сексология (личная гигиена половых органов, гигиены половой жизни) и гигиена труда (личная гигиена работников при трудовой деятельности)[66][67].
- Общественная гигиена — комплекс мероприятий медицинского и немедицинского характера, направленных на сохранение и укрепление здоровья в рамках групп людей, популяций.

## Основные задачи гигиены
- изучение влияния внешней среды на состояние здоровья и работоспособности людей. При этом под внешней средой следует понимать весь сложный комплекс природных, социальных, бытовых, производственных и иных факторов.
- научное обоснование и разработка гигиенических нормативов, правил и мероприятий по оздоровлению внешней среды и устранению вреднодействующих факторов;
- научное обоснование и разработка гигиенических нормативов, правил и мероприятий по повышению сопротивляемости организма к возможным вредным влияниям окружающей среды в целях улучшения здоровья и физического развития, повышения работоспособности.
- пропаганда гигиенических знаний и здорового образа жизни (к примеру, таких как, рациональное питание, физические упражнения, закаливание, правильно организованный режим труда и отдыха, соблюдение правил личной и общественной гигиены).

## Гигиена и экология
Гигиена тесно взаимосвязана с общей экологией и экологией человека. Часто гигиена и экология человека занимаются общими вопросами (например, вопросы демографии). Но есть существенное различие — экология не изучает отдельного индивидуума и не разрабатывает мероприятия по улучшению его жизни и здоровья. Стоит отметить также, что Российские экологические нормативы — ПДВ и ПДС, в настоящее время рассчитываются исходя из гигиенических нормативов — ПДК.

## Выдающиеся врачи-гигиенисты
- Рамадзини, Бернардино (1633—1714) — итальянский врач, основной труд посвящён профессиональным заболеваниям — De Morbis Artificum Diatriba («Болезни Рабочих»)
- Эрисман Федор Федорович (1842—1915) — русско-швейцарский врач-гигиенист, пионер гигиены в России; создатель основополагающих принципов гигиены населённых мест, гигиены питания, школьной и профессиональной гигиены, санитарной статистики[68]
- Дмитрий Петрович Никольский (1855—1918) — русский медик, который первым в Российской империи стал преподавать курс гигиены труда и первой помощи при несчастных случаях на производстве.
- Левицкий Вячеслав Александрович (1867—1936) — выдающийся врач-гигиенист и организатор санитарного дела, профессор, в 1922 г. опубликовал работу «Умственный труд и утомляемость», а в 1923 г. организовал и редактировал журнал «Гигиена труда».
- Семашко Николай Александрович (1874—1949) — врач, выдающийся гигиенист, один из организаторов системы здравоохранения в СССР, академик АМН СССР и АПН РСФСР, основоположник социальной гигиены как самостоятельной дисциплины. Им была основана первая в стране кафедра социальной гигиены. Как Нарком здравоохранения Н. А. Семашко много сделал для принятия законодательств по охране водоисточников, водоснабжению и канализации городов, гигиене питания, труда и др. Автор многих научных трудов по различным разделам гигиены и, в частности, «Очерки по теории организации советского здравоохранения».
- Мишель Леви (1809—1872) — французский врач-гигиенист, генерал медицинской службы. Президент Парижской медицинской академии (1857).
- Летавет Август Андреевич (1893—1984) — врач-гигиенист, академик АМН СССР. В 1946 (после взрыва первой ядерной бомбы), будучи директором Института гигиены труда и профессиональных заболеваний, организовал биофизическое отделение, занимавшееся вопросами радиационной гигиены.

## Наука
Научное гигиеническое сопровождение в России обеспечивается системой институтов:
- Российской академии наук (РАН): Институт медико-биологических проблем РАН.
- Российской академии медицинских наук (РАМН) — отделение профилактической медицины: Национальный НИИ общественного здоровья имени Н. А. Семашко РАМН, Научный центр медицинской экологии ВСНЦ СО РАМН, Институт новых технологий РАМН, НИИ медицины труда имени Н. Ф. Измерова РАМН, НИИ комплексных проблем гигиены и профзаболеваний СО РАМН, Институт медицины труда и экологии человека НЦМЭ ВСНЦ СО РАМН, Дальневосточный НЦ «Экология и медицина труда» РАМН, НИИ медицинских проблем Севера СО РАМН, Институт медико-экологических проблем Севера РАМН, НИИ медицинских проблем Крайнего Севера РАМН, НИИ питания РАМН, НЦ профилактического и лечебного питания ТНЦ СО РАМН, НИИ эпидемиологии и микробиологии имени Н. Ф. Гамалеи, НИИ эпидемиологии и микробиологии СО РАМН, Институт микробиологии и эпидемиологии НЦМЭ ВСНЦ СО РАМН, НИИ вирусологии имени Д. И. Ивановского РАМН, НИИ гриппа РАМН, Институт полиомиелита и вирусных энцефалитов имени М. П. Чумакова РАМН, НИИ вакцин и сывороток им. И. И. Мечникова РАМН.
- Роспотребнадзора:[69] Федеральный научный центр гигиены имени Ф. Ф. Эрисмана, Северо-Западный научный центр гигиены и общественного здоровья, Саратовский НИИ сельской гигиены, Уфимский НИИ медицины труда и экологии человека, Екатеринбургский медицинский научный центр профилактики и охраны здоровья рабочих промпредприятий, Нижегородский НИИ гигиены и профессиональной патологии, Санкт-Петербургский НИИ радиационной гигиены имени профессора П. В. Рамзаева, Новосибирский НИИ гигиены, Научно-практический центр по чрезвычайным ситуациям и гигиенической экспертизе, Всероссийский НИИ железнодорожной гигиены, Федеральный научный центр медико-профилактических технологий управления рисками здоровью населения, Московский НИИ эпидемиологии и микробиологии имени Г. Н. Габричевского, Центральный НИИ эпидемиологии, Государственный научный центр прикладной микробиологии и биотехнологии, Государственный научный центр вирусологии и биотехнологии «Вектор», НИИ дезинфектологии Роспотребнадзора, Санкт-Петербургский НИИ эпидемиологии и микробиологии имени Пастера, Нижегородский НИИ эпидемиологии и микробиологии имени академика И. Н. Блохиной, Екатеринбургский НИИ вирусных инфекций, Ростовский НИИ микробиологии и паразитологии, Хабаровский НИИ эпидемиологии и микробиологии, Казанский НИИ эпидемиологии и микробиологии, Тюменский НИИ краевой инфекционной патологии, Омский НИИ природноочаговых инфекций, Иркутский ордена Трудового Красного Знамени НИПЧИ Сибири и Дальнего Востока, Волгоградский НИПЧИ, Российский НИПЧИ «Микроб», Ростовский-на-Дону ордена Трудового Красного Знамени НИПЧИ, Ставропольский НИПЧИ.
- Росминздрава — НИИ гигиены и охраны здоровья детей и подростков, НИИ экологии человека и гигиены окружающей среды имени А. Н. Сысина, НИИ общественного здоровья и управления здравоохранением, НИИ социологии медицины, экономики здравоохранения и медицинского страхования, НИИ медицинской паразитологии и тропической медицины имени Е. И. Марциновского, кафедры медико-профилактических факультетов медицинских ВУЗов.
- Других ведомств: НИИ микробиологии МО РФ, Центр военно-технических проблем бактериологической защиты МО РФ, Вирусологический центр МО РФ.

Методы применяемые при гигиенических исследованиях объединяются в две основные группы:
- методы, изучающие гигиеническое состояние факторов внешней среды;
- методы, оценивающие реакцию организма человека на воздействие того или иного внешнего фактора.

## Система санитарного законодательства, контроль и надзор
Санитарное законодательство включает отдельные положения, вошедшие в Конституцию России, международные правовые акты, законы России (в том числе КоАП и Уголовный кодекс), санитарно-эпидемиологические правила (СП), санитарные правила и нормы (СанПиН), гигиенические нормативы (ГН), технические регламенты, государственные стандарты (ГОСТ), нормы радиоактивной безопасности (НРБ), строительные нормы и правила (СНиП) и пр. Государственный контроль и надзор в сфере санитарно-эпидемиологического благополучия населения, проведение социально-гигиенического мониторинга возложены Постановлением Правительства России на Роспотребнадзор. Государственный санитарно-эпидемиологический надзор в отдельных отраслях промышленности с особо опасными условиями труда Указом Президента России возложен на Федеральное медико-биологическое агентство (ФМБА России). Государственный санитарно-эпидемиологический надзор в Вооружённых Силах Российской Федерации, других войсках, воинских формированиях, на объектах обороны и оборонного производства, безопасности и иного специального назначения осуществляют подведомственные им органы и учреждения госсанэпидслужбы.

## Международное сотрудничество
Международное сотрудничество развивается при содействии специализированных учреждений ООН по ряду проектов Всемирной организации здравоохранения (ВОЗ)
, Международной организации труда (МОТ), ЮНЕСКО, «Детского фонда ООН» ЮНИСЕФ, Программы ООН по окружающей среде (ЮНЕП), Продовольственной и сельскохозяйственной организации ООН(ФАО), а также Международной организацией по стандартизации (ИСО).